# Mundo russo

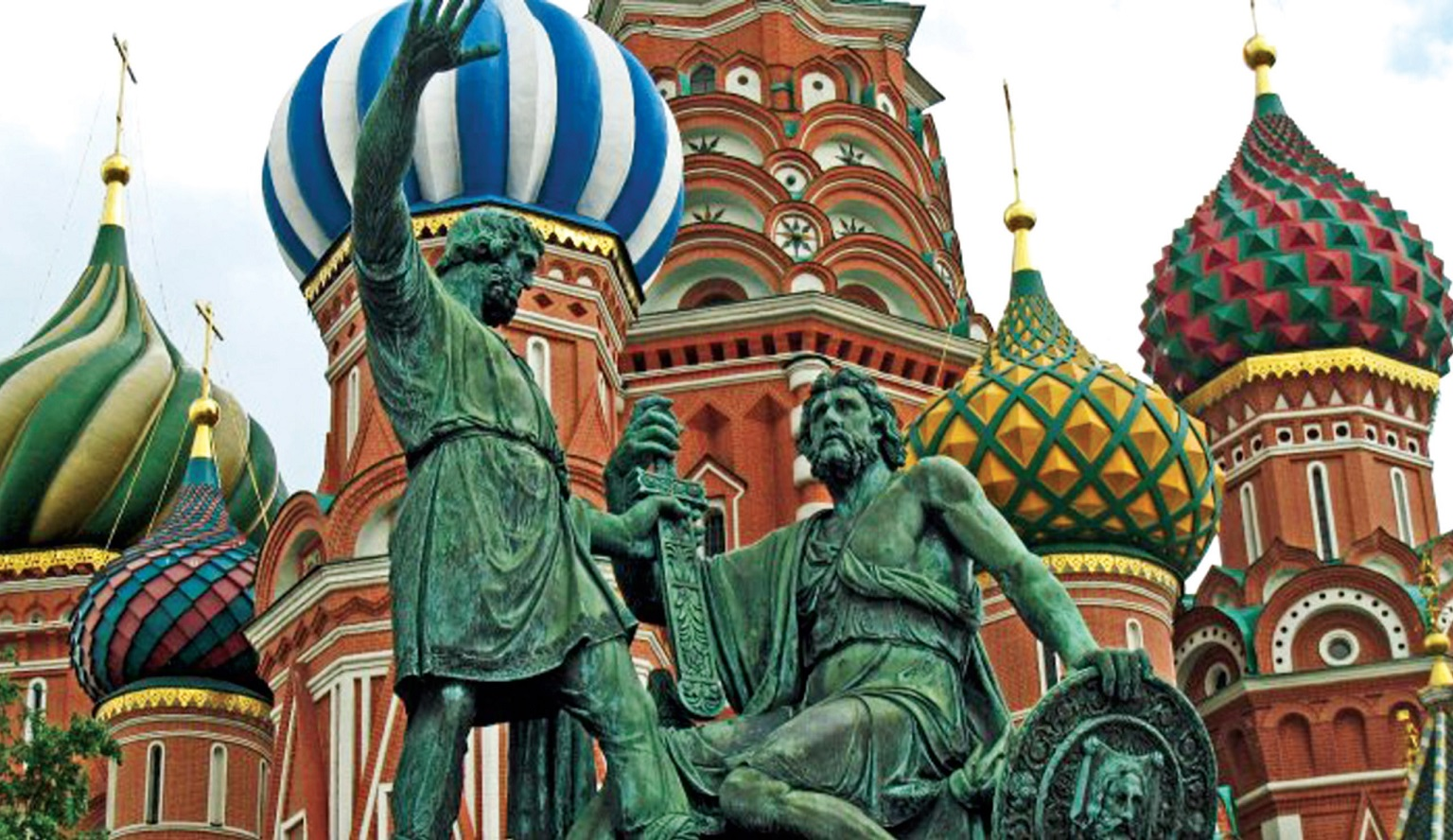
"Mundo Russo", ilustração de Olga Kuzmina (2015)

Mundo russo (em russo:  русский мир) é um termo usado para se referir a um conceito cultural, civilizacional, geopolítico e religioso que implica a unificação da população de língua russa em todo o mundo. Ao mesmo tempo, o conceito de "mundo russo" não tem uma interpretação inequívoca e uma definição legal. Alguns pesquisadores, por exemplo, Marlene Laruelle, o definem como um “significante vazio” ou um termo sem uma interpretação definida, que permite às elites políticas atribuir a ele o significado que é benéfico em uma determinada situação.
Os autores do conceito moderno são os chamados "metodologistas" - membros do Círculo Metodológico de Moscou, envolvidos no desenvolvimento da metodologia de pensamento sistêmico (em russo: Системо-мыследеятельностная методология - СМД-методологии, translit.: Sistemo-mysledeyatel'nostnaya metodologiya - SMD-metodologii) na década de 1990. Muitos membros do círculo eram próximos da elite política da Rússia naquela época. Desde 2008, a narrativa sobre a necessidade de construir e proteger o “Mundo Russo” tem sido utilizada pelo Governo russo como uma doutrina de política externa. O conceito implica a unificação da Rússia, Bielorrússia, Ucrânia, bem como o fortalecimento da influência em países com grande proporção da população de língua russa, por exemplo, os países bálticos. Em 2014 e 2022, a doutrina do "Mundo russo" foi usada pelas autoridades russas para justificar a invasão da Ucrânia.